# Imigração paraguaia no Brasil
Paraguaio-brasileiro é um brasileiro de completa ou parcial ancestralidade paraguaia, ou um paraguaio residente no Brasil(popularmente chamado de xirús). O Brasil possui aproximadamente sessenta mil paraguaio-brasileiros, sendo que, apesar de povoarem todas as regiões brasileiras, a maioria dos imigrantes paraguaios que vieram para o Brasil foram viver em São Paulo, devido às maiores oportunidades de trabalho, e Mato Grosso do Sul, devido à proximidade geográfica.